# Bourdon-manometer

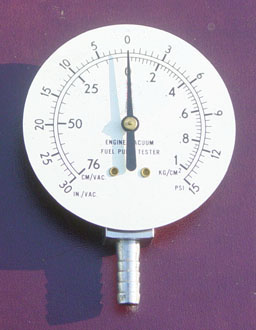
Bourdon-drukmeter met schalen in PSI en kg/cm²

Een bourdon-manometer is een type manometer die gebruikt wordt als meetinstrument om de druk te meten van een gas of vloeistof.

## Principe
Een bourdon-manometer is een mechanisch apparaat met een gesloten huis. In het huis bevindt zich een aan een kant opengebogen platte buis, meestal van koper, waarin het gas/vloeistof de binnenwand van de buis doet uitzetten naarmate de toegevoerde druk groter wordt en dat de kracht van de gasdruk of vloeistofdruk via een tandwielmechaniek overbrengt naar een wijzer. Die geeft op een onderliggende schaalverdeling de druk weer. De buis strekt en krimpt naarmate de druk groter of kleiner wordt. De gebogen buis kan zodanig worden geijkt dat ook onderdruk (vacuüm) kan worden gemeten. Naast de U-vormige buis bestaat ook een spiraalvormige buis met hetzelfde principe, maar dan zonder tandwielmechaniekje. De wijzernaald zit dan direct aan het uiteinde van de buis vast, bijvoorbeeld in dieptemeters.

## Geschiedenis
De bourdon-manometer is vernoemd naar de Franse uitvinder Eugène Bourdon, die in 1849 op deze drukmeter een patent verkreeg.